# Palatul Universității
Palatul Universității este o construcție aflată în Piața Universității din București, în perimetrul descris de străzile Regina Elisabeta, Academiei, Edgar Quinet, Nicolae Bălcescu, înaltă de 6 etaje, construită în stil neoclasic pe fostul amplasament al Mănăstirii Sfântul Sava. Construirea viitorului sediu al celei mai mari universități din România, Universitatea București, a început în data de 10 octombrie 1857, după planurile arhitectului Alexandru Orăscu, pe locul fostului colegiu Sfântu Sava, și a fost finalizată la 14 decembrie 1869. Corpurile laterale ale palatului au fost ridicate mai târziu, între anii 1912-1926, după planurile arhitectului Nicolae Ghica-Budești.

Palatul Universității(partea stângă)

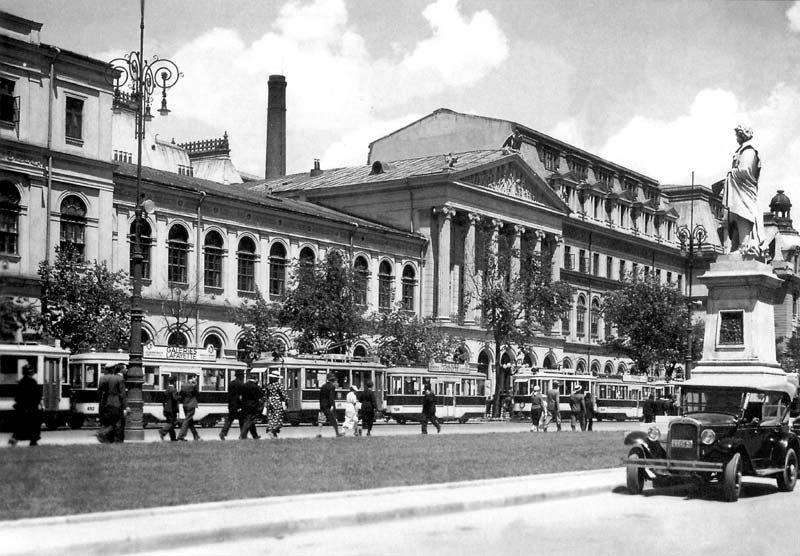
Clădirea principală a Universității din București în perioada interbelică cu vechea aripă a Facultății de Istorie.

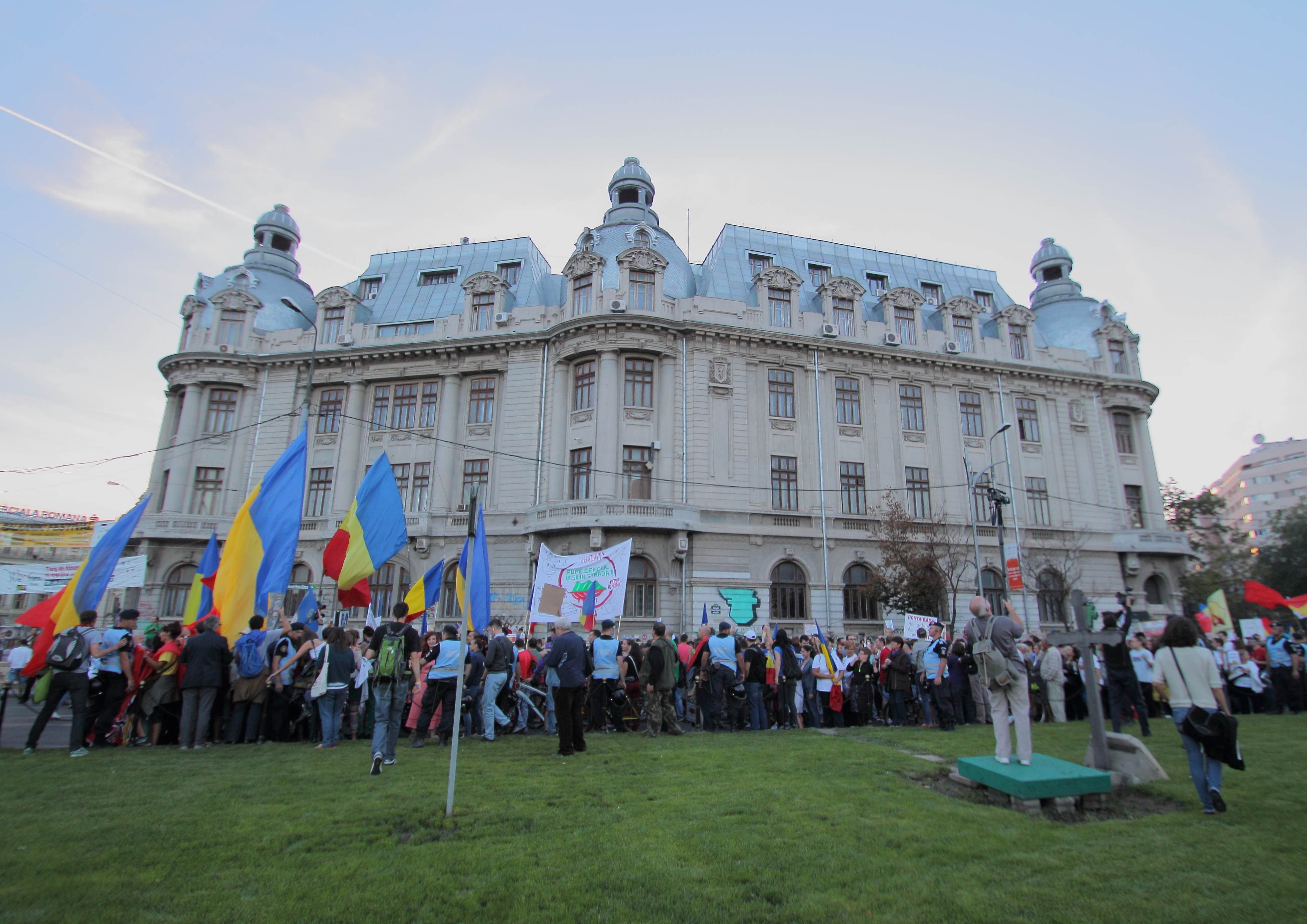
Palatul Universității a devenit post 1989 o scenă a manifestațiilor de protest

Împodobirea exterioară a palatului a fost realizată de către Karl Storck împreună cu asistentul său, Waibel, și un elev de-al său, Paul Focșeneanu. Acesta a întocmit în stil clasic relieful de pe frontonul central al palatului, din piatră de Rusciuc. Relieful, distrus la numai 80 de ani de la construcția sa, în timpul bombordamentelor aeriene americane din 4 aprilie 1944, o prezenta pe Minerva încununând artele și științele. În scena centrală, Minerva întindea o cunună de lauri unei figuri alegorice cu o liră în mână, alegoria poeziei. La dreapta și la stânga zeiței apăreau științele și artele, drapate sau nude. Frontonul nu a mai fost refăcut, fragmente recuperate dintre ruine se păstrează la Muzeul de Artă Frederic Storck și Cecilia Cuțescu-Storck din București, str. Vasile Alecsandri nr.16.
Cele patru muze ce împodobesc în prezent fațada clădirii au fost adăugate în 1929, fiind opera sculptorului Emil Wilhelm Becker, pentru care a slujit ca model chiar fiica lui, Else.
Parterul edificiului este construit în bosaj și are ferestre largi în arc de cerc. Primele două etaje sunt decorate cu pilaștri dorici, cu ferestre în arc de cerc la primul etaj. Ultimele 2 etaje, la mansardă, prezintă lucarne decorate. Construcția dispune și de un subsol înalt care servește drept soclu al palatului. Colțurile construcției sunt realizate din corpuri rotunde îmbrăcate în coloane dorice acoperite de cupole.

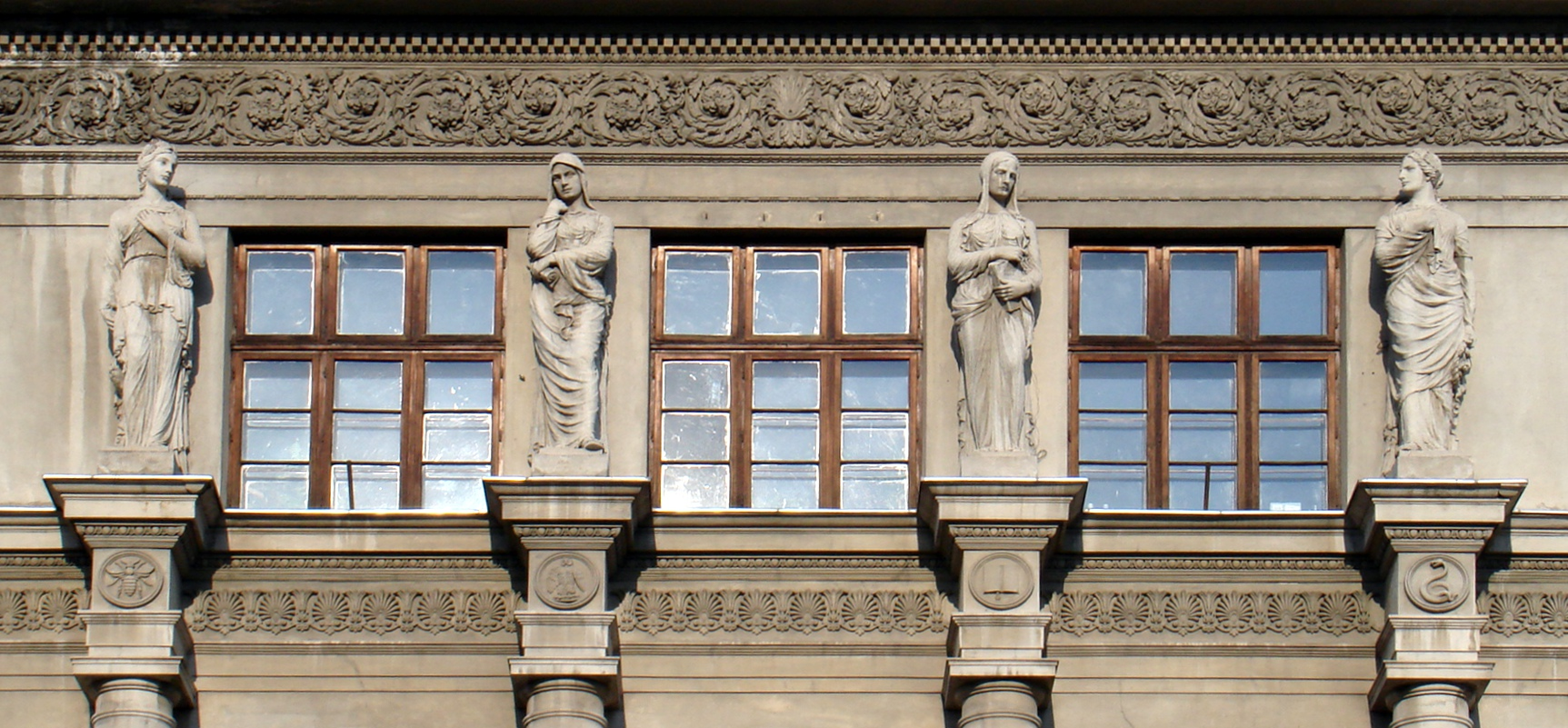
Cele 4 Muze sculptate de Emil Wilhelm Becker

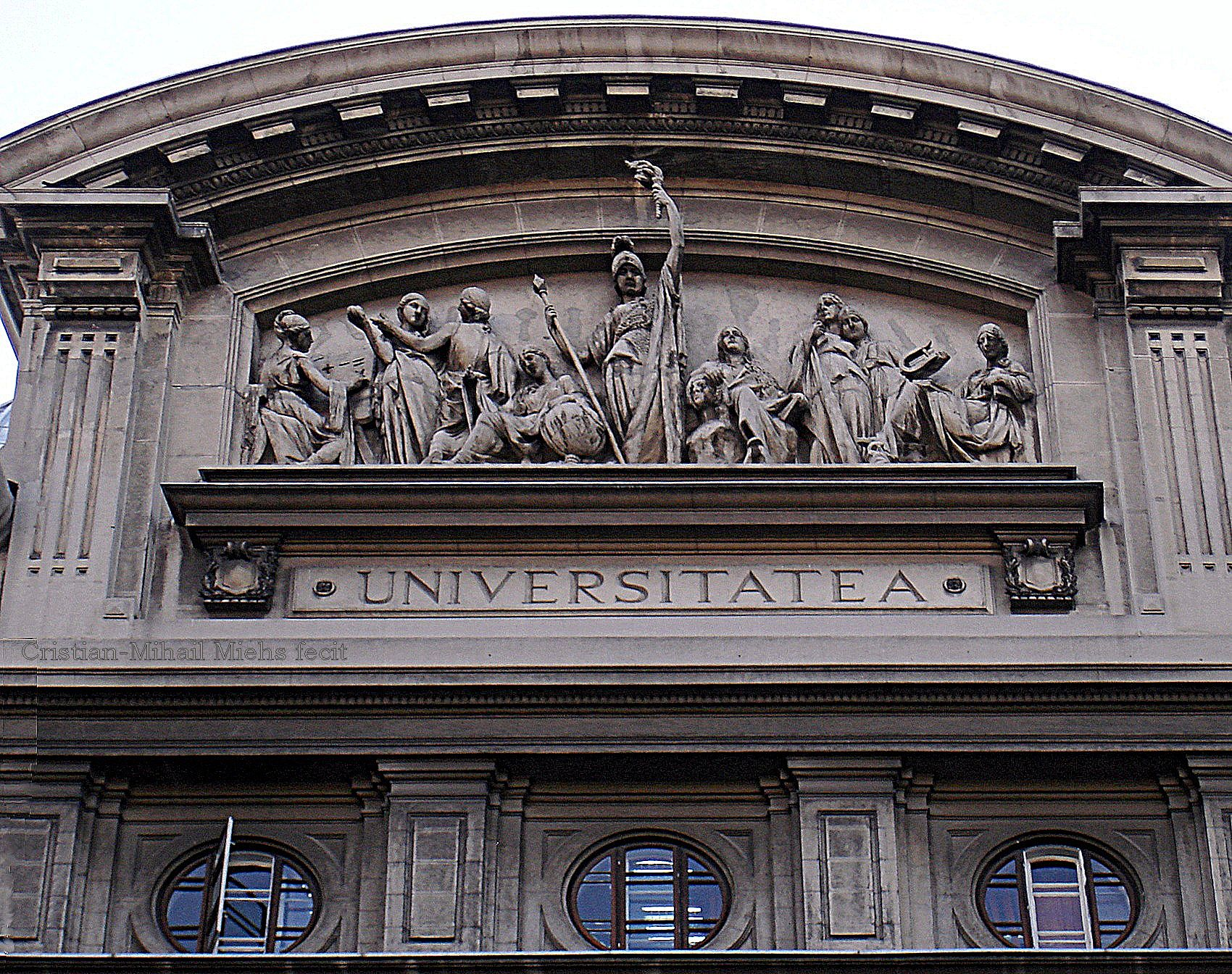
Frontonul de deasupra intrării din spate a Universității din București

Inaugurat în 14 decembrie 1869, palatul a fost la început sediul facultăților Universității București, dar și sediul altor instituții de învățământ: Senatul Universității, Academia Română, Biblioteca Centrală, Școala de Arte frumoase, Pinacoteca, Muzeul de Antichități și de istorie Naturală. În timp, odată cu creșterea numărului de studenți, spațiul a devenit insuficient pentru a putea adăposti toate instituțiile, motiv pentru care palatul revine la menirea inițială, sediul facultăților universității. În 1960 în interiorul clădirii își aveau sediul 8 facultăți și peste 80 de laboratoare.
În prezent clădirea găzduiește câteva din facultățile Universității București: Facultatea de Geografie, Facultatea de Matematică și Informatică, Facultatea de Litere, Facultatea de Limbi și Literaturi Străine, Facultatea de Istorie, Facultate de Chimie, Facultatea de Administrație și Afaceri și laboratoarele specifice facultăților. Facultatea de filozofie inițial a funcționat în această clădire, dar după 1989 a fost mutată în sediul amenajat în fosta cantină studențească din Campusul Studențesc Grozăvești.

## Relicve
În urma unor săpături efectuate în 21 noiembrie 1968 a fost găsită „piatra fundamentală” în interiorul căreia se află caseta metalică, utilizată pentru păstrarea documentului și a sigiliului țării, în prezent expusă în Muzeul Universității din București. Piatra de temelie a primei clădiri a fost așezată la 19 octombrie 1857, ca urmare a insistențelor depuse de caimacanul Alexandru D. Ghica. La ceremonia punerii „pietrei fundamentale” au participat alături de caimacanul Alexandru D. Ghica, reprezentanții diplomatici ai marilor puteri aflați la București, directorul Eforiei Școalelor, Gheorghe Costaforu precum și arhitectul Orăscu.